# Kanana Community
Kanana ist ein Ort und ein Community Council im Distrikt Berea im Königreich Lesotho. Im Jahre 2006 hatte der Bezirk eine Bevölkerung von 19.311 Personen.

## Geographie
Das Community Council erstreckt sich über Gebiet im Nordwesten von Lesotho in der Nähe der Grenze zu Südafrika am Fluss Mohokare und entlang der A1. Der geographische Mittelpunkt bei der Tsereoane Mission liegt auf einer Höhe von ca. 1583 m.
Zum Council gehören die Orte:
| - Berea Mission - Ha ’Nepe - Ha Alanven - Ha Bolisi (Qalakheng) - Ha Buasono - Ha Fako - Ha Fusi - Ha Jubile - Ha Lehlohonolo - Ha Leluma - Ha Lenkathebe - Ha Lepamo - Ha Mabekenyane - Ha Makebe - Ha Makoanyane - Ha Makoatlane (Lekokoaneng) - Ha Makola - Ha Malofosa - Ha Maope - Ha Mapokotsa | - Ha Marapo - Ha Mohoang - Ha Moketetsa - Ha Mokhele - Ha Mokhenene (Lekokoaneng) - Ha Mokhoele - Ha Mokhohlane (Lekokoaneng) - Ha Moloko (Lekokoaneng) - Ha Motsikoane - Ha Motšoene - Ha Mpiko - Ha Ntaja - Ha Rakoloi - Ha Ralinakanyane (Lekokoaneng) - Ha Ralisieng (Lekokoaneng) - Ha Ramoseeka - Ha Sakoane - Ha Sebolai - Ha Shadrack - Ha Sole | - Ha Souru - Ha Tau - Letsatseng (Ha Majara) - Liboping - Linokong (Lekokoaneng) - Liphiring - Lithakong - Litšiling (Lekokoaneng) - Lovely Rock (Ha Majara) - Mafotholeng - Malumeng - Maqhaka - Matšeng - Matsitsing - Sekhutloaneng - Senyotong - Shano-Leholo (Lekokoaneng) - Thabana-Tšooana - Tsereoane (Sekolong) - Tsoili-Tsoili |

## Bildung
Ha Fusi Primary School ist eine kirchliche Schule, welche von der Anglican Church of Lesotho geführt wird. Andrew Uglow war 2003 als Lehrer an der Grundschule. Nach seiner Zeit dort begann er eine Fundraising-Kampagne, damit die Kirche auch eine weiterführende Schule einrichtete. Der Village Chief schenkte Land und es konnte eine drei-räumige Schule gebaut werden. Ha Fusi Secondary School wurde 2009 bei der Regierung genehmigt.

## Wasserversorgung
Zugleich mit einem Wasserprojekt beginnend in Ha Makebe in Berea, sollen 30.000 belüftete Latrinen für 250 Dörfer im ganzen Land entstehen. Das Projekt soll die Wasserversorgung für Haushalte, Industrie und Gewerbe sowie für die Landwirtschaft verbessern. Geldmittel für das Projekt stammen aus dem Millennium Challenge Account.

## Persönlichkeiten
- Moleko Sebuwasngwe, lokaler Dichter. Er schreibt über Kanana in seinem kritischen Gedicht “God of Kanana is unhappy”.[6]